# Alin Florin Cioancă
Alin Florin Cioancă (* 1. April 1995) ist ein ehemaliger rumänischer Skilangläufer.

## Werdegang
Cioancă nahm bis 2015 an Juniorenrennen teil. Seine besten Platzierungen beim Europäischen Olympischen Winter-Jugendfestival 2013 in Predeal waren der 23. Platz im Sprint und der neunte Rang mit der Mixed-Staffel und bei den Junioren-Skiweltmeisterschaften 2013 in Liberec der 49. Platz über 10 km Freistil und der 18. Rang mit der Staffel. Im März 2013 startete er in Predeal erstmals im Balkancup und belegte dabei den siebten Platz über 15 km Freistil und den fünften Rang über 10 km klassisch. Bei den Junioren-Skiweltmeisterschaften 2014 im Fleimstal errang er den 92. Platz über 10 km klassisch und den 52. Platz im Sprint und bei den Junioren-Skiweltmeisterschaften 2015 in Almaty den 72. Platz über 10 km Freistil, 59. Platz im Skiathlon und den 31. Platz im Sprint. Im folgenden Jahr lief er bei den U23-Weltmeisterschaften in Râșnov auf den 48. Platz über 15 km klassisch, auf den 26. Rang über 15 km Freistil und auf den 20. Platz im Sprint. In der Saison 2016/17 kam er bei den U23-Weltmeisterschaften 2017 in Soldier Hollow auf den 47. Platz über 15 km Freistil, auf den 31. Rang im Skiathlon und auf den 25. Platz im Sprint und bei den nordischen Skiweltmeisterschaften 2017 in Lahti auf den 74. Platz über 15 km klassisch, auf den 57. Rang im Sprint und auf den 22. Platz zusammen mit Petrică Hogiu im Teamsprint. Bei den Olympischen Winterspielen 2018 in Pyeongchang belegte er den 47. Platz im Sprint, den 43. Rang über 15 km Freistil und den 18. Platz zusammen mit Paul Constantin Pepene im Teamsprint. Zuvor wurde er bei den U23-Weltmeisterschaften 2018 in Goms Sechster im Sprint. Im März 2018 holte er in Pale über 10 km Freistil seinen ersten und einzigen Sieg im Balkancup. Er nahm an keinen Weltcup teil.

## Siege bei Continental-Cup-Rennen
| Nr. | Datum         | Ort  | Disziplin      | Serie      |
| --- | ------------- | ---- | -------------- | ---------- |
| 1.  | 13. März 2018 | Pale | 10 km Freistil | Balkan-Cup |